# サラ・リビー
サラ・リビー（Sarah Levy、1995年12月27日 - ）は、アメリカ合衆国の女子ラグビー選手。

## プロフィール
- 南アフリカ・カリフォルニア州ケープタウン出身[1]。
- ポジションはウィング(WTB)。
- 身長 173cm、体重 59kg
- 7人制女子アメリカ代表に選ばれた[2]。
- 女子アメリカ合衆国代表に選ばれた。

## 略歴
2024年、2024パリ五輪の7人制女子アメリカ代表に選ばれて銅メダル獲得。